# Караойський сільський округ (Ілійський район)
Карао́йський сільський округ (каз. Қараой ауылдық округі, рос. Караойский сельский округ) — адміністративна одиниця у складі Ілійського району Алматинської області Казахстану. Адміністративний центр — село Караой.
Населення — 17334 особи (2021; 9884 у 2009, 7235 у 1999, 6887 у 1989).
Станом на 1989 рік існувала Караойська сільська рада (села Караой, Шилікемер), село Косозен перебувало у складі Казциківської сільської ради. 2023 року територія площею 123,67 км2 була передана до складу Жетигенського сільського округу.

## Склад
До складу округу входять такі населені пункти:
| Населений пункт        | Населення, осіб (1989) | Населення, осіб (1999) | Населення, осіб (2009) | Населення, осіб (2021) |
| ---------------------- | ---------------------- | ---------------------- | ---------------------- | ---------------------- |
| Караой, село           | 4459                   | 4454                   | 5577                   | 9420                   |
| --Бригада 1-14         | -                      | -                      | -                      | 5                      |
| --Підхоз Монтажник     | -                      | -                      | -                      | 5                      |
| Косозен, село          | 1242                   | 1464                   | 2663                   | 4573                   |
| --Малий Караой         | -                      | -                      | -                      | 9                      |
| Нургіса Тлендієв, село | 1186                   | 1317                   | 1644                   | 3322                   |